# Ретроградная амнезия
Ретроградная амнезия — нарушение памяти о событиях, предшествовавших приступу заболевания либо травмирующему событию. Проявляется при многих неврологических заболеваниях, а также при травмах головного мозга или при внезапном возникновении травматического шока. 
Характеризуется потерей памяти о событиях, непосредственно предшествовавших поражению мозга.
Кратковременная ретроградная амнезия возникает вследствие электросудорожной терапии.